# Chrysodeixis kebeae
Chrysodeixis kebeae là một loài bướm đêm trong họ Noctuidae.